# برشلونة تجمعنا
برشلونة تجمعنا (بالإسبانية: Barcelona en Comú)‏ هو حزب سياسي إسباني، أسس في 2014، يقع مقره في برشلونة، وقد بلغ عدد أعضائه 2,000 في 2019.

## أعضاء بارزون
- كود سباركل
- تحديث القائمة

- آدا كولاو (2014 - )
- جوسيب فونتانا
- Gerardo Pisarello (2014 - )
- Marcelo Expósito (2014 - )
- Raimundo Viejo Viñas
- Jaume Asens Llodrà (2014 - )
- Josep Maria Montaner Martorell
- Laia Ortiz (2014 - )
- María Salvo
- Jordi Rabassa Massons